# Cheilolejeunea neblinensis
Cheilolejeunea neblinensis är en bladmossart som beskrevs av Ilk.-borg. et Gradst.. Cheilolejeunea neblinensis ingår i släktet Cheilolejeunea och familjen Lejeuneaceae. Inga underarter finns listade i Catalogue of Life.